# Delaminación

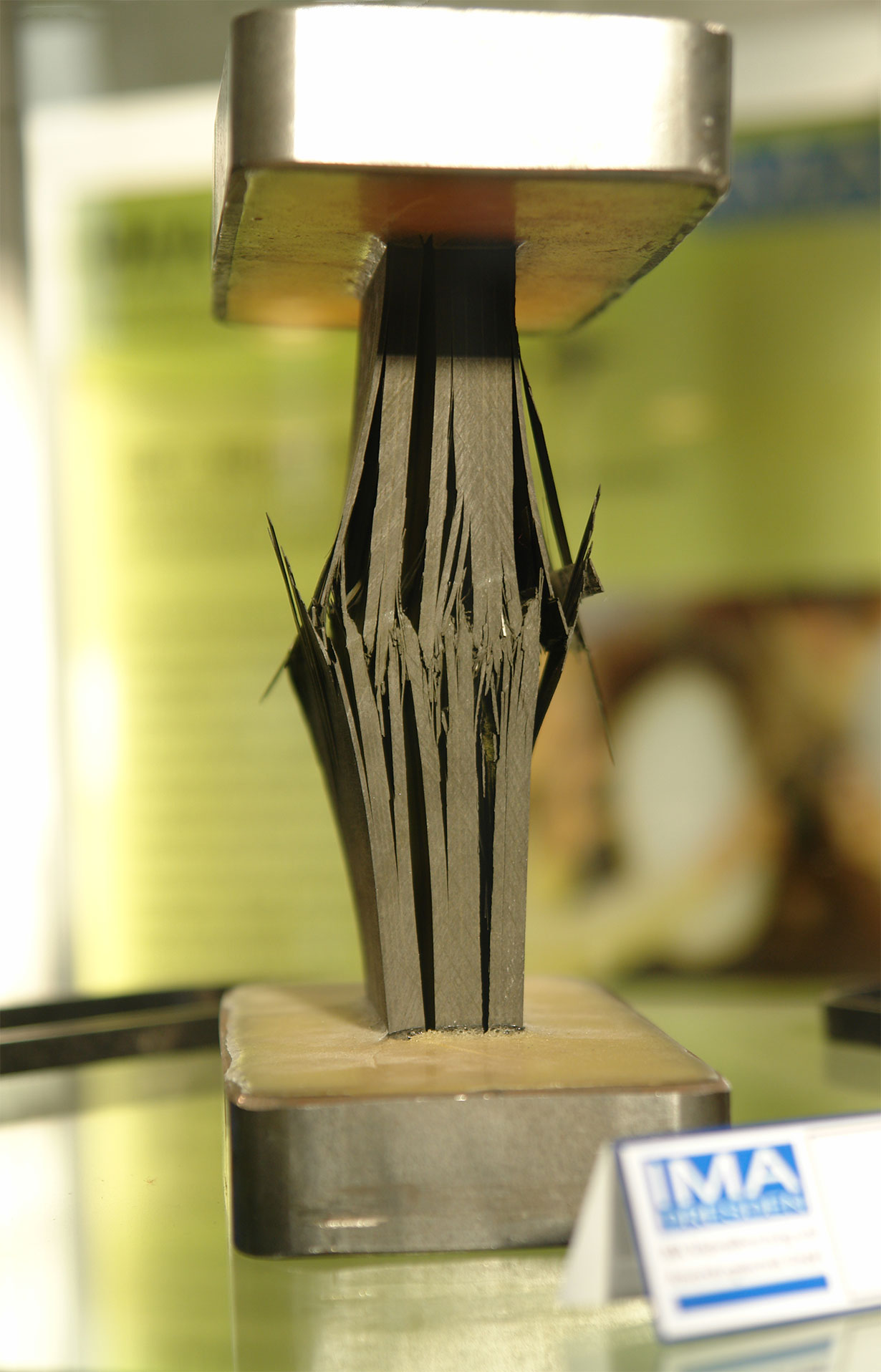
Delaminación de polímero reforzado con fibra de carbono bajo carga de compresión

La delaminación es un modo de falla en el que un material se fractura en capas. Una variedad de materiales, incluyendo los compuestos laminadosy el hormigón, pueden fallar por delaminación. El procesamiento puede crear capas en materiales como  acero laminado y plásticos y metales a partir de impresión 3D que pueden fallar debido a la separación de sus capas. Además, los recubrimientos superficiales tales como pinturas y películas pueden deslaminarse del sustrato revestido.
En los compuestos laminados, la adhesión entre las capas suele fallar primero, lo que provoca que estas se separen. Por ejemplo, en el caso de los plásticos reforzados con fibras, las láminas de refuerzo de alta resistencia (como fibra de carbono o fibra de vidrio) están unidas entre sí mediante una matriz polimérica mucho más débil (por ejemplo, epoxi). En particular, las cargas aplicadas perpendicularmente a las capas de alta resistencia y las cargas de corte pueden provocar que la matriz polimérica se fracture o que el refuerzo de fibra se desprenda del polímero.
La delaminación también ocurre en el hormigón armado cuando los refuerzos metálicos cerca de la superficie se corroen. El metal oxidado tiene un mayor volumen provocando tensiones cuando está confinado por el hormigón. Cuando esas tensiones exceden la resistencia del hormigón, se pueden formar grietas que se extienden para unirse con grietas vecinas causadas por las barras de refuerzo corroídas, creando un plano de fractura que corre paralelo a la superficie. Una vez que se ha desarrollado el plano de fractura, el hormigón en la superficie puede separarse del sustrato.
El procesamiento puede crear capas en materiales que pueden fallar por delaminación. En el hormigón, las superficies pueden desprenderse debido a un acabado inadecuado. Si la superficie se termina y se densifica con llana mientras el concreto subyacente está botando agua y aire, la capa superior densa puede separarse del agua y el aire empujando en dirección ascendente. En los aceros, la laminación puede crear una microestructura cuando los granos microscópicos se orientan en láminas planas que pueden fracturarse en capas. Además, ciertos métodos de impresión 3D (por ejemplo, deposición fundida) construyen piezas en capas que pueden deslaminarse durante la misma impresión o el uso. Al imprimir termoplásticos con deposición fundida, el enfriar una capa caliente de plástico aplicada a una capa de sustrato fría puede causar flexión debido a la contracción térmica diferencial y la separación de las capas.